# Браун, Ян
Ян Браун (пол. Jan Braun, 1926— 2015) — польский лингвист-компаративист, востоковед, кавказовед, специалист по Шумеру, многие годы проработавший на кафедре Древнего Востока Востоковедческого факультета Варшавского университета.

## Биография
В 1991 году он получил докторскую степень, а в 1995 стал профессором университета. В настоящее время — профессор эмеритус.

## Научная деятельность
Прежде всего Ян Браун известен своими многолетними исследованиями в области шумерского языка, согласно которым этот язык принадлежит к сино-тибетской группе. Он делает свой вывод на основе обнаруженных им параллелей между шумерским и тибето-бирманским языками (прежде всего старотибетским).
Его исследования объединены в основные труды Sumerian and Tibeto-Burman (Warszawa 2001) и Sumerian and Tibeto-Burman. Additional Studies (Warszawa 2004). В первой из этих книг Ян Браун приводит 337 лексических соответствий, в том числе показатели 1-го и 2-го лица ед.ч. местоимений, числительные, обозначение частей тела и термины родства, анализ фонемных соответствий между шумерским и старотибетским, словообразование и элементы морфологии. В 2004 г. он расширяет список лексических соответствий до 341-го, приводит список основных омонимов и синонимов между шумерским и сино-тибетскими языками, а также список именных префиксов, совпадающих в данных языках.
Он также является автором большинства шумерологических статей в Большой Универсальной Энциклопедии PWN, изданной в 1962—1970 годах.